# Zygmunt Zintel

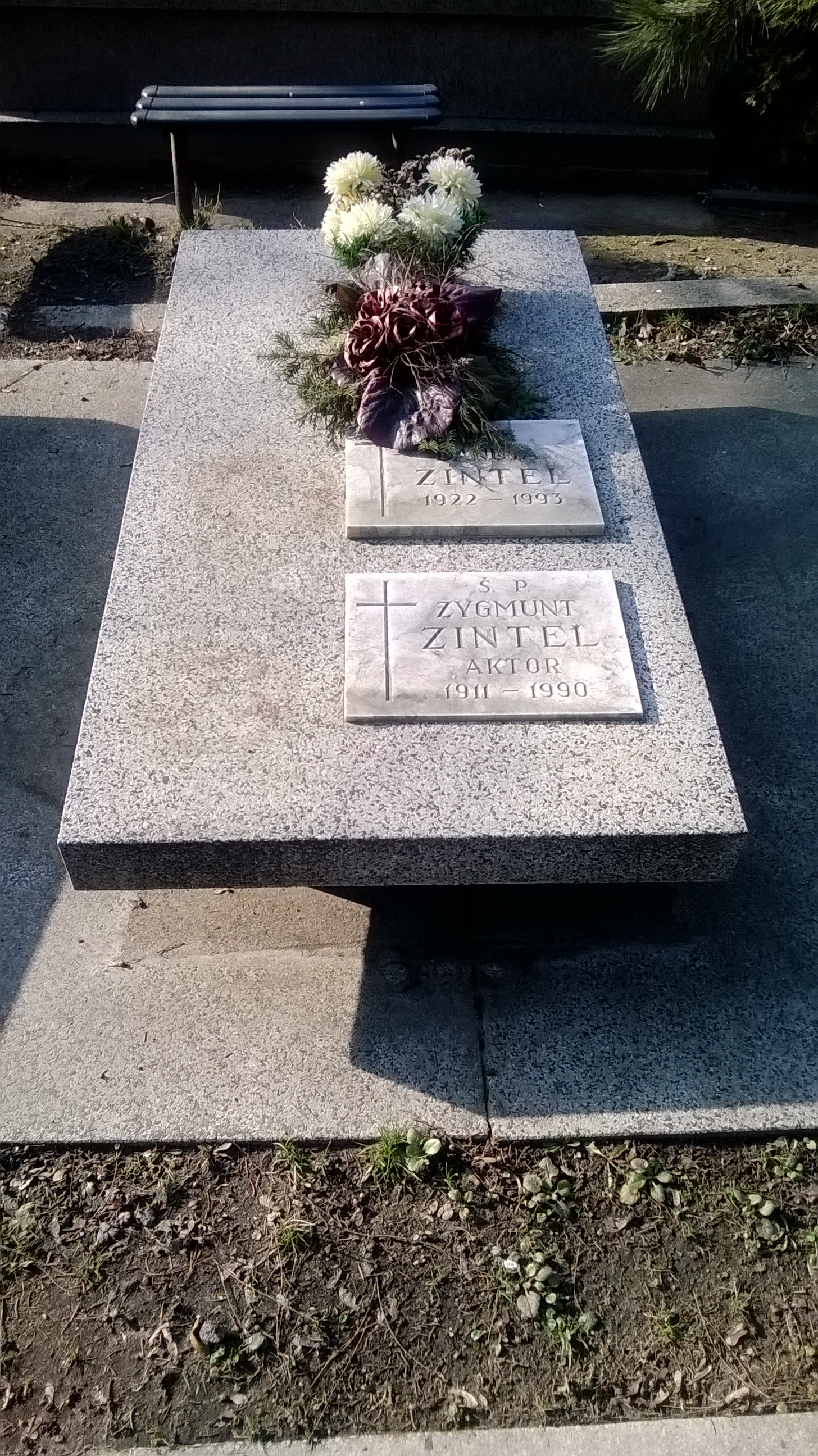
Grób Zygmunta Zintela na cmentarzu ewangelicko-augsburskim przy ul. Ogrodowej w Łodzi

Zygmunt Zintel (ur. 2 kwietnia 1911 w Warszawie, zm. 30 września 1990 w Łodzi) – polski aktor teatralny, filmowy, telewizyjny oraz pedagog. Żołnierz kampanii wrześniowej.

## Życiorys
W latach 1929–1932 brał udział w przedstawieniach amatorskiej Sceny Robotniczej TUR w Domu Związku Zawodowego Kolejarzy w Warszawie, który był siedzibą Teatru Ateneum, jednocześnie statystował w spektaklach tej sceny.
W 1937 r. ukończył studia na Wydziale Sztuki Aktorskiej Państwowego Instytutu Sztuki Teatralnej w Warszawie. Na sezon 1937/1938 został zaangażowany do Teatrów Miejskich we Lwowie, gdzie zadebiutował jako Pacholę w Legendzie Stanisława Wyspiańskiego. W sezonie 1938/1939 pracował w zespole Teatru Nowego w Poznaniu.
Brał udział w kampanii wrześniowej, następnie był żołnierzem Armii Polskiej na Wschodzie, a do Polski powrócił w 1947 r. Na sezon 1947/1948 został zaangażowany do zespołu Miejskich Teatrów Dramatycznych w Warszawie, a w kolejnym występował w Teatrze Powszechnym w Łodzi. W latach 1949–1953 był aktorem Teatru Polskiego w Poznaniu. W 1953 r. powrócił na stałe do Łodzi, gdzie w latach 1953–1956 występował w Teatrze Powszechnym, a w latach 1956–1980 w Teatrze Nowym. Na początku lat 50., przez kilka lat, był pedagogiem w Państwowej Wyższej Szkole Filmowej, Telewizyjnej i Teatralnej im. Leona Schillera w Łodzi.
W latach pięćdziesiątych odchodził od pracy w teatrze na rzecz kariery filmowej. Zagrał ponad 100 ról filmowych, głównie drugoplanowych. Ze względu na warunki obsadzany był jako czarny charakter, w rolach podejrzanych, rzezimieszków, niemniej jest równie znany z ról komediowych.
W 1966 r. w Panamie, na IV Międzynarodowym Festiwalu Filmowym, otrzymał nagrodę „Tribunascope” za najlepszą drugoplanową rolę męską (Wołodkowicza) w filmie Matka Joanna od Aniołów.
Został pochowany na Starym Cmentarzu w Łodzi, w części ewangelicko-augsburskiej.

## Filmografia
- 1949: Czarci żleb – przemytnik
- 1954: Pokolenie – majster Ziarno
- 1955: Trzy starty – pasażer w pociągu
- 1956: Człowiek na torze – dróżnik Sałata
- 1956: Zimowy zmierzch – Krywka, ojciec Celinki
- 1956: Nikodem Dyzma – Ignacy, pianista na dancingu „Gigolo”
- 1957: Kapelusz pana Anatola – kapelusznik
- 1957: Ewa chce spać – major Piętka, inspektor
- 1958: Kalosze szczęścia – fotograf Józef Królik
- 1959: Pociąg – pasażer cierpiący na bezsenność
- 1960: Matka Joanna od Aniołów – Wincenty Wołodkowicz
- 1960: Zbieg – kelner
- 1961: Historia żółtej ciżemki – karczmarz
- 1962: Jadą goście jadą... – Harry Kwasnick
- 1963: Gdzie jest generał... – Sturmbannfuehrer SS Heulinger
- 1965: Kapitan Sowa na tropie (serial telewizyjny) – Ernest Malczyk (odc. 7)
- 1965: Wyspa złoczyńców – Kolasa, przewodnik PTTK
- 1966: Niewiarygodne przygody Marka Piegusa (serial telewizyjny) – detektyw Hipolit Kwass
- 1966: Czterej pancerni i pies (serial telewizyjny) – grabarz volksdeutsch
- 1967: Stawka większa niż życie (serial telewizyjny) – Schenk
- 1967: Stajnia na Salvatorze – klient kupujący krawat
- 1969: Przygody pana Michała (serial telewizyjny) – szlachcic w karczmie
- 1969: Jak rozpętałem drugą wojnę światową – ojciec Sebastian
- 1972: Gruby (serial telewizyjny) – woźny w szkole (dubbing, rola Stanisława Milskiego)
- 1972: Chłopi (serial telewizyjny) – Kozioł
- 1973: Droga (serial telewizyjny) – Olchowiak, strażnik w bazie
- 1973: Czarne chmury (serial telewizyjny) – szlachcic z Wąsowa
- 1974: Wiosna panie sierżancie – Pasturczyk
- 1974: Siedem stron świata (serial telewizyjny) – dozorca Kwaśniak (odc. 7)
- 1974: Najważniejszy dzień życia (serial telewizyjny) – sekretarz magistratu Aleksander Bocianowski
- 1975: Znikąd donikąd – kościelny
- 1975: W domu – ojciec
- 1976: Daleko od szosy (serial telewizyjny) – właściciel wypożyczalni sukien i garniturów (odc. 2)
- 1976: Zaklęty dwór (serial telewizyjny) – Żachlewicz, rządca hrabiego Żwirskiego
- 1977: Lalka – adwokat Krzeszowskiej
- 1977: Czterdziestolatek – Henio, były dróżnik (odc. 21)
- 1978: Rodzina Leśniewskich (serial telewizyjny) – Aleksander, sąsiad Leśniewskich
- 1980: Kariera Nikodema Dyzmy (serial telewizyjny) – szynkarz Malinowski
- 1982: Popielec – Hnat
- 1982: Niech cię odleci mara – Pochutek, wytwórca trumien
- 1985: Medium – archiwista Kraus

Źródło: Filmpolski.pl.

## Polskidubbing
Użyczył głosu Żwirkowi, jednej z dwóch głównych postaci popularnego w Polsce począwszy od 1970 animowanego serialu dla dzieci Bajki z mchu i paproci.